# أمين البكري
تم اعتقال أمين البكري من قبل القوات الأمريكية (المخابرات) بطريقة الاختطاف الغير قانوني والمخالف للأنظمة والدساتير الدولية وذلك عام 2002م في تايلند وتم ترحيله جواً الي قاعدة باغرام العسكرية (الأمريكية) في أفغانستان، ولم يخضع لأي محاكمة أو أدين بأي جريمة يمكن أن يعاقب عليها القانون.

## قصة حياة أمين البكري
أمين البكري شاب يمني من مواليد عام 1968م بالمدينة المنورة. درس فيها حتى الصف الثاني ثانوي، وفي تلك الفترة كان السوفيت يحتلون أفغانستان والحرب تدور هناك، وكانت أغلب دول العالم تستنكر وتعارض هذا الاحتلال البغيض الذي راح ضحيته اعداد كبيرة من النساء والأطفال الأفغان، وكان علي رأس هذه الدول أمريكا ودول العالم الإسلامي ومنهم السعودية والتي كانت تشجع المتطوعين من مواطنيها وغيرهم من المقيمين لمساعدة الأفغان المسلمين، وقد ذهبت اعداد كبيرة منهم لنصرة إخوانهم، وكان أمين البكري من ضمنهم.
استمر هناك حتى بداية سقوط السوفيت وخروجهم من أفغانستان، عندها خرج أمين البكري من هناك ورحل مرة أخرى الي المدينة واليمن وعمل في التجارة متنقلاً بين عدة دول منها ماليزيا وتايلند وغيرها، وانقطع عن أية أعمال لها علاقة بالحروب أو القتال، وكان كل تركيزه علي أعماله الخاصة.
بعد أحداث 11/9 وحالة الهلع التي اصابت الأمريكان، عادت المخابرات الأمريكية للبحث عن كل من شارك في الحرب في أفغانستان، حتى وإن لم يكن لهم أي علاقه بهذه الأحداث من قريب أو بعيد. وكان أمين البكري أحد الضحايا الذين ليس لهم أي ذنب. فقد خططت المخابرات الأمريكية للقبض على (أمين البكري) واستدرجته إلى تايلند بالخداع وقبض عليه هناك دون علم الحكومة التايلندية وأرسل بواسطة الطيران الأمريكي الي سجن القاعدة الأمريكية في باغرام، والذي بقي فيه حتي الآن ولم تفلح كل المحاولات من المنظمات الإنسانية والدولية للإفراج عنه أو محاكمته، ولكن دون جدوى.